# Карасьов Володимир Васильович
Карасьо́в Володи́мир Васи́льович (нар. 25 грудня 1970, Красний Луч, СРСР) — український колабораціоніст з Росією, підприємець та проросійський політичний діяч, відомий своїми проросійськими поглядами. Один з лідерів організації «Російський сектор» (рос. Русский сектор), координатор луганського спротиву під час російської диверсійної діяльності в Україні навесні 2014 року.

## Життєпис
Володимир Карасьов народився у місті Красний Луч, що на Луганщині. З 1978 по 1988 рік навчався у місцевій школі № 4. З 1989 по 1992 рік проходив строку службу в лавах Військово-морських сил (служив у Миколаєві, Севастополі та Ліїнахамарі), звільнений у запас в ранзі головного корабельного старшини. Має перший дорослий розряд з футболу та перший дорослий розряд з самбо.
У 1997 році з відзнакою закінчив алчевську Вищу школу бізнесу, отримавши диплом бакалавра економіки. Ще під час навчання вступив до лав Ліберальної Партії України, був членом Молодіжного парламенту України. У 1998 році працював у політичному блоці «Канівська четвірка» в штабі Євгена Марчука.
З 2000 року працював на керівних посадах великих українських та іноземних підприємств, пов'язаних з виготовленням будматеріалів та будівництвом різноманітних об'єктів.
З 2008 по 2009 рік заочно навчався у Східноукраїнському національному університеті імені Даля, здобув диплом спеціаліста міжнародної економіки. У 2009 році був обраний головою Міжнародного союзу українських підприємців (МСУП). 
У травні 2010 року був обраний співголовою Експертної ради з питань розширення російсько-української економічної співпраці при Комітеті з економічної політики та підприємництва Держдуми РФ. У серпні того ж року став президентом Всеукраїнського благодійного фонду «Російсько-українська співпраця».
У 2011 році отримав парламентську акредитацію до Верховної Ради України. Наступного року був обраний дісним членом Імператорського православного палестинського товариства від України та уповноваженим представником друкованого видання МЗС Росії «Міжнародне життя» (рос. Международная жизнь) в Україні.
Навесні 2014 року став координатором дій сепаратистської організації «Російський сектор» (рос. Русский сектор) на Луганщині.

## Нагороди
- Грамота Священного Синоду Української Православної Церкви (МП)